# IC 4553
IC 4553 — галактика типу Sd () у сузір'ї Змія.
Цей об'єкт міститься в оригінальній редакції індексного каталогу.